# Francisco de la Cueva Maldonado
Francisco de la Cueva Maldonado (falecido em 15 de outubro de 1667) foi um prelado católico romano que serviu como arcebispo de São Domingos (1662–1667).
Em 21 de agosto de 1662, Francisco de la Cueva Maldonado foi escolhido pelo rei da Espanha e confirmado pelo Papa Alexandre VII como arcebispo de São Domingos. A 15 de agosto de 1664, foi consagrado bispo por Benito de Rivas, bispo de Porto Rico. Serviu como arcebispo de São Domingos até à sua morte a 15 de outubro de 1667.